# 城北街道 (金华市)
城北街道，中国浙江省金华市婺城区下辖的一个街道。该街道原属城西街道管辖，1986年4月成立凤凰山街道，管辖原城北街道的二七新村、小花园、凤凰山、郑岗山、洪湖、祝丰亭、浙师大、新建等社区。1991年更名为城北街道。1992年洪源、五星村划入本辖区。1996年金华西客站通车前后以新客站为中心新建若干小区并设立居委会。2001年以解放西路、长山路为界，将位于原浙赣铁路、金千铁路以北的二七新村和小花园划归城西街道，2004年9月又将浙师大、玫瑰园划归新成立的新狮街道管辖，大致管辖环城北路以南、解放西路以北区域。

## 行政区划
现辖：
凤凰山社区、郑岗山社区、站前社区、军民社区、洪源社区、五星社区、红湖路社区和祝丰亭社区。

## 交通
- 沪昆铁路、金千铁路、沪昆高速铁路、新金温铁路：金华站

## 奖项
五星新村荣获由中国城市规划学会、中国风景园林学会、中国建筑学会授予的全国人民经典建筑规划设计方案竞赛中的综合大奖。